# Copa Colsanitas 2019
Copa Colsanitas Santander 2019 (також відомий під назвою Claro Open Colsanitas 2019 за назвою спонсора) — жіночий тенісний турнір, що проходив на відкритих кортах з ґрунтовим покриттям Centro de Alto Rendimiento в Боготі (Колумбія). Відбувсь удвадцятьдруге. Належав до категорії International в рамках Туру WTA 2019. Тривав з 8 до 14 квітня 2019 року.

## Призові очки і гроші

### Розподіл очок
| Дисципліна       | П   | Ф   | ПФ  | ЧФ | 1/8 | 1/16 | Q   | Q2  | Q1  |
| Одиночний розряд | 280 | 180 | 110 | 60 | 30  | 1    | 18  | 12  | 1   |
| Парний розряд    | 280 | 180 | 110 | 60 | 1   | Н/Д  | Н/Д | Н/Д | Н/Д |

### Розподіл призових грошей
| Дисципліна       | П       | Ф       | ПФ      | ЧФ     | 1/8    | 1/16   | Q2     | Q1   |
| Одиночний розряд | $43,000 | $21,400 | $11,500 | $6,175 | $3,400 | $2,100 | $1,020 | $600 |
| Парний розряд*   | $12,300 | $6,400  | $3,435  | $1,820 | $960   | Н/Д    | Н/Д    | Н/Д  |

*на пару

## Учасниці основної сітки в одиночному розряді

### Сіяні
| Країна     | Гравчиня               | Рейтинг1 | Сіяна |
| ---------- | ---------------------- | -------- | ----- |
| Латвія     | Олена Остапенко        | 31       | 1     |
| Хорватія   | Петра Мартич           | 40       | 2     |
| Німеччина  | Татьяна Марія          | 59       | 3     |
| Словаччина | Анна Кароліна Шмідлова | 66       | 4     |
| Словенія   | Тамара Зіданшек        | 67       | 5     |
| США        | Аманда Анісімова       | 76       | 6     |
| Іспанія    | Сара Соррібес Тормо    | 79       | 7     |
| Польща     | Магда Лінетт           | 85       | 8     |
| Словенія   | Даліла Якупович        | 92       | 9     |
| Сербія     | Івана Йорович          | 100      | 10    |
| Іспанія    | Лара Арруабаррена      | 102      | 11    |

- 1 Рейтинг подано станом на 1 квітня 2019.

### Інші учасниці
Нижче наведено учасниць, які отримали вайлд-кард на участь в основній сітці:
- Еміліана Аранго
- Сабіне Лісіцкі
- Марія Каміла Осоріо Серрано

Учасниця, що потрапила в основну сітку завдяки захищеному рентингові into the main draw:
- Шелбі Роджерс

Нижче наведено гравчинь, які пробились в основну сітку через стадію кваліфікації:
- Ірина Бара
- Альона Большова
- Беатріс Аддад Майя
- Джасмін Паоліні
- Хлое Паке
- Бібіана Схофс

Такі тенісистки потрапили в основну сітку як Щасливі лузери:
- Крісті Ан
- Франсеска Ді Лорензо
- Сара Еррані
- Еліца Костова
- Хірото Кувата

### Знялись з турніру
- Ежені Бушар → її замінила  Варвара Лепченко
- Заріна Діяс →  її замінила  Крісті Ан
- Місакі Дой → її замінила  Ірина Хромачова
- Юлія Глушко → її замінила  Астра Шарма
- Нао Хібіно →  її замінила  Сачія Вікері
- Даліла Якупович → її замінила  Сара Еррані
- Івана Йорович → її замінила  Хірото Кувата
- Татьяна Марія→ її замінила  Еліца Костова
- Петра Мартич → її замінила  Франсеска Ді Лорензо

## Учасниці основної сітки в парному розряді

### Сіяні
| Країна    | Гравчиня          | Країна    | Гравчиня            | Рейтинг1 | Сіяна |
| --------- | ----------------- | --------- | ------------------- | -------- | ----- |
| Словенія  | Даліла Якупович   | Росія     | Ірина Хромачова     | 90       | 1     |
| Іспанія   | Лара Арруабаррена | Іспанія   | Сара Соррібес Тормо | 114      | 2     |
| Чилі      | Алекса Гуарачі    | США       | Дезіре Кравчик      | 125      | 3     |
| Австралія | Монік Адамчак     | Австралія | Джессіка Мур        | 145      | 4     |

- Рейтинг станом на 1 квітня 2019.

### Інші учасниці
Нижче наведено пари, які отримали вайлдкард на участь в основній сітці:
- Еміліана Аранго /  Марія Каміла Осоріо Серрано
- Марія Херасо Гонсалес /  Юліана Лісарасо

### Знялись з турніру
- Еміліана Аранго (травма правого гомілковостопного суглоба)
- Даліла Якупович (left eye injury)

## Переможниці

### Одиночний розряд
- Аманда Анісімова —  Астра Шарма, 4–6, 6–4, 6–1

### Парний розряд
- Зо Гайвес /  Астра Шарма —  Гейлі Картер /  Ена Сібахара, 6–1, 6–2